# Roman Hoffstetter
Roman Hoffstetter född 24 april 1742 i Laudenbach död 21 maj 1815 i Miltenberg, kompositör, körledare, präst och klosterprior.

## Kompositioner
- Stråkkvartett, op. 3. Nr 5, F-dur (Serenad/Andante cantabile), som används i filmen Den blomstertid.